# Charles-Antoine de la Roche-Aymon
Charles-Antoine de la Roche-Aymon (ur. 17 lutego 1697 w Mainsat, zm. 27 października 1777 w Paryżu) – francuski kardynał.

## Życiorys
Urodził się 17 lutego 1697 roku w Mainsat, jako syn Renauda Nicolasa de la Roche-Aymon i Geneviève de Baudri de Piancourt. Po studiach uzyskał doktorat z teologii, a następnie został kanonikiem kapituły w Mâcon. 11 czerwca 1725 roku został tytularnym arcybiskupem Sarepty i biskupem sufraganem Limoges. 5 sierpnia przyjął sakrę. Pełnił funkcje biskupa Tarbes (1730–1740), arcybiskupa Tuluzy (1740–1752), arcybiskupa Narbony (1752–1763) i Reims (1763–1777). 16 grudnia 1771 roku został kreowany kardynałem prezbiterem, jednak nie otrzymał kościoła tytularnego. Zmarł 27 października 1777 roku w Paryżu.